# Jörg-Ratgeb-Schule Stuttgart-Neugereut
Die Jörg-Ratgeb-Schule Stuttgart-Neugereut (JRSN) ist ein Schulverbund aus Gymnasium und Realschule im Stuttgarter Stadtbezirk Mühlhausen. Der Namensgeber ist Jerg Ratgeb, ein Maler der Dürerzeit.

## Geschichte
Zum Ende der 1960er Jahre wurde der Neubau einer Schule für den ab 1971 neu entstehenden Stadtteil Neugereut geplant. Vom Gemeinderat der Stadt Stuttgart wurde beschlossen, eine für die Zukunft richtungsweisende Schulform einzurichten. Der damalige Stuttgarter Oberbürgermeister Arnulf Klett teilte dem Kultusminister Wilhelm Hahn mit: Die Landeshauptstadt Stuttgart ist gewillt, die dort vorhandenen günstigen Planungsvoraussetzungen zu nutzen und über ein Gesamtschulmodell einen Beitrag für die Schulentwicklung im Lande Baden-Württemberg und in der Bundesrepublik zu leisten. Nachdem der Schulbetrieb 1975 in der nahegelegenen Grundschule aufgenommen worden war, wurde die Schule am 28. August 1977 an die Gemeinde übergeben und nahm den Betrieb auf. Das System der integrierten Gesamtschule bewährte sich pädagogisch, fand allerdings  keine Unterstützung der verantwortlichen Landespolitiker. Vom Kultusministerium wurde mitgeteilt, die Schule würde nicht als gleichberechtigte Schulart neben den anderen gelten. Der Versuch der integrierten Gesamtschule wurde Mitte 1982 beendet. Seitdem wurde in den Schularten Gymnasium, Realschule und Hauptschule unterrichtet. Einige pädagogische Ansätze wurden übernommen, ein Wechsel innerhalb der Schularten ist problemlos möglich, die Pädagogen verstehen sich als ein für die Schularten übergreifend verantwortliches Kollegium. Die Schulleitung für die gesamte Schule liegt beim Schulleiter des Gymnasiums, die Stellvertretung beim Leiter der Realschule. Auch die Ausstattung in den verschiedenen Fachbereichen wird von den Schulformen gemeinsam und übergreifend genutzt. Im Frühjahr 2016 haben die Kollegien beschlossen, dass die Schularten „Realschule“ und „Werkrealschule“ künftig in einer Schulart, nämlich der „Realschule nach Neugereuter Modell“ aufgehen.
Nach der offiziellen Beendigung des Gesamtschulmodells durch das Ministerium wurde eine Namensgebung für die Schule notwendig. Die zuständigen Gremien einigten sich als Namensgeber auf Jörg Ratgeb, der ein spätmittelalterlicher Maler war. Er war an den Bauernkriegen beteiligt und wurde 1526 hingerichtet. Die Schule wurde JRSN (Jörg-Ratgeb-Schule Neugereut).

## Gymnasium

### BK-Profil als Besonderheit des Gymnasiums
Im Gymnasium an der Jörg-Ratgeb-Schule Neugereut gibt es einen optionalen erweiterten Kunstunterricht (BK) unter der Bezeichnung „BK-Profil“. Von der 5. bis 7. Klasse gibt es dafür eine Unterrichtsstunde zusätzlich BK. Wie bei jedem Profil werden in den Klassen 8 bis 10 vier Unterrichtsstunden des Profilfaches in der Woche unterrichtet.
Drei Wahl-Profile ab Klasse 8:
Auch im 9-jährigen Gymnasium gibt es Profile ab Klasse 8. Diese sind am Gymnasium die Fächer NIT (Naturwissenschaft, Informatik, Technik), Bildende Kunst und Spanisch.
Klassenstunde
Es gibt bis zur Klasse 11 eine zusätzliche „Klassenstunde“, in der beide Klassenleitungen gleichberechtigt für die Klasse zuständig sind. Sie dient der Klärung von organisatorischen Dingen, beinhaltet jedoch auch z. B.  das Schlichten von Streitigkeiten in der Klasse.

## Sonstige schulische Einrichtungen
- Die zur Schule gehörige Sporthalle wird auch außerschulisch genutzt. Stark frequentiert wird sie von Badmintonsportlern der Sport- und Kulturgemeinschaft (SKG) Stuttgart Max-Eyth-See 1898 e.V.[3]
- In der großen Mensa werden täglich bis zu 170 Essen ausgegeben. Die beiden zur Auswahl stehenden Menüs werden von einer Großküche geliefert.[4]
- In etwa 40 verschiedenen Arbeitsgemeinschaften werden Aktivitäten angeboten, hier können auch zusätzliche Fremdsprachen erlernt werden.
- Das Spielzimmer bietet eine große Zahl an Brett- und Kartenspielen, sowie Kicker, Billard- und Tischtennistische.
- Bei genügend großer Nachfrage bietet das Gymnasium der JRSN an, eine Klasse als gebundene Ganztagesklasse einzurichten.
- Eine ausführliche Hausordnung regelt das Verhalten der Schüler.[5]

## Brandschaden am Gebäude
Im April 2006 brach im Gebäude, ausgehend von einem Lehrerzimmer im ersten Obergeschoss, ein Brand aus. Es entstand ein Sachschaden in Millionenhöhe. Statiker stellten eine Einsturzgefahr des Gebäudes fest, auch die Dachkonstruktion wurde beschädigt. Etwa 1.100 Schüler mussten zeitweise in anderen Schulen unterrichtet werden.

## Auszeichnungen etc.
Am 24. April 2011 gewannen Schüler der 10. Klasse den im Rahmen des Jugendkunstpreises des Landes ausgelobten Wettbewerb „Mach dein Clip“. Dabei handelt es sich um den landesweiten Hauptpreis für einen Videoclip, der im Kunstprofilkurs bei Kunsterzieher Wolfgang Neumann erarbeitet wurde.
Außerdem ist die Schule seit einigen Jahren „Faitrade-Schule“ und nimmt am Erasmus+-Programm der EU teil.